# 切托區
切托區（西班牙語：Distrito de Cheto）是秘魯的一個區，位於該國北部亞馬遜大區的查查波亞斯省，始建於1953年1月9日，面積57平方公里，海拔高度2,500米，2005年人口686，人口密度每平方公里12人。